# Urso de Carnaval

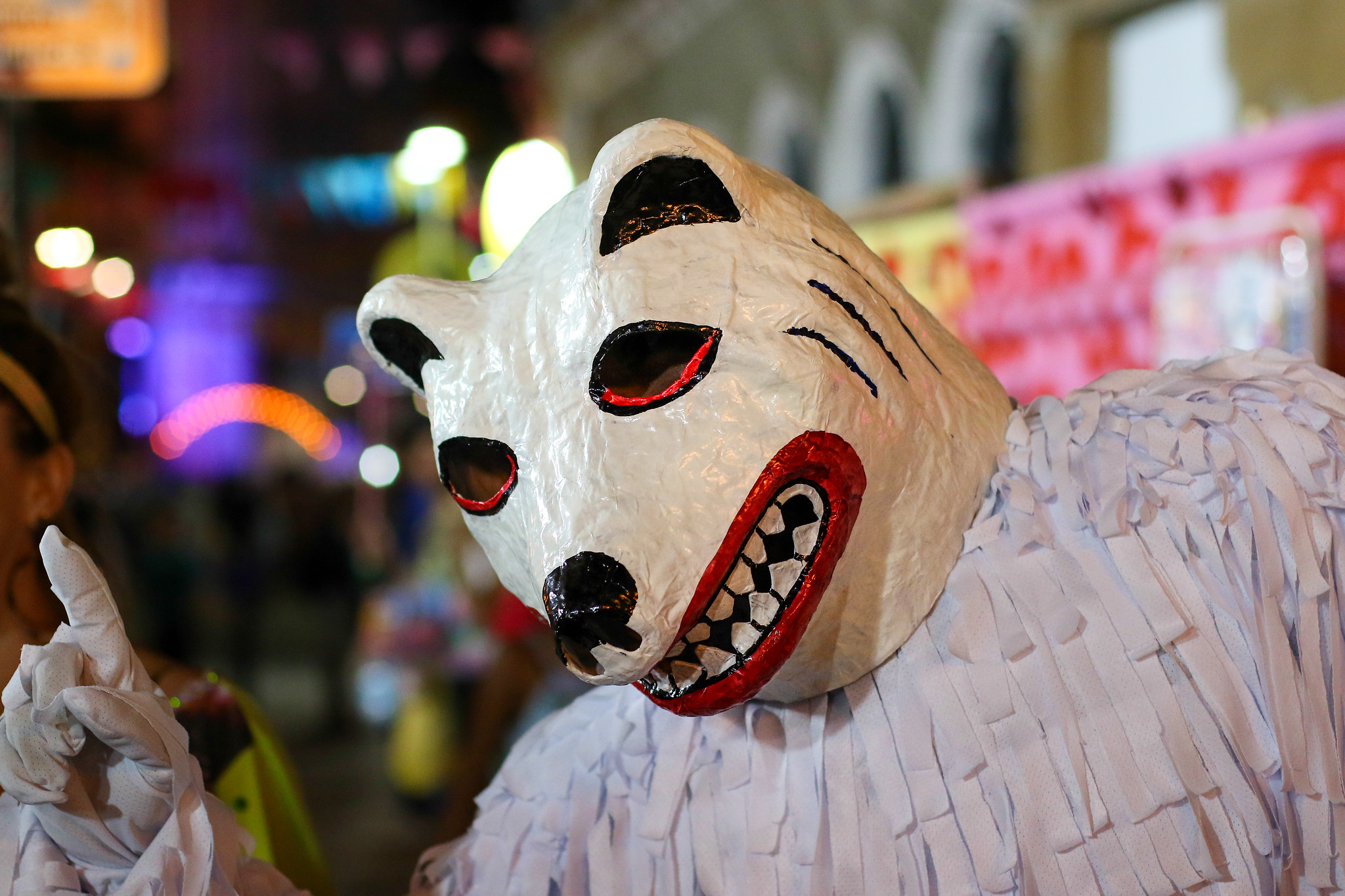
Urso de Carnaval - Recife, 2020

Urso de carnaval (en portuguès, os de carnaval), també conegut com La Ursa (l'ossa) és un tipus d'associació carnavalesca semblant a les comparses de carnaval, però amb característiques pròpies, típica de l'estat de Pernambuco, Brasil. La composició del grup és formada por un home disfressat d'os, um domador i un caçador amb uma escopeta. La dança de la ursa és semblant a una samba ràpida i animada al só d'algun dels ritmes regionals de l'interior del Nordeste del Brasil, com són el xaxado, el baião o el xote interpretats amb acordió, triangle, bombo, pandero e tamborí. Entre els diversos tipus d'associacions carnavalesques, tan sols els ursos utilitzen acordió, probablement por ser una referència a l'estil de vida nòmada típic dels gitanos.
El motiu de l'Urso de Carnaval és una emulació dels domadors d’ossos ambulants que, al segle xix, recorrien les places d’Europa realitzant l'espectacle de l’os dansaire amb el qual es guanyaven la vida. En la brincadeira (broma) de l’Urso de Carnaval al Nord-est del Brasil, adults i nens surten al carrers disfressats, demanant diners amb la tornada: “A la ursa quer dinheiro, quem não dá é pirangueiro… (l'ossa vol diners, qui no en dongui és un garrepa).

Els primers domadors d’ossos probablement foren gitanos que portaren aquesta tradició de l'Índia fins a l'Europa de l’Est i d'aquí, a l'Europa central i occidental. Més tard, aquesta professió va guanyar molts seguidors a Itàlia. Aquests domadors, tot i no necessàriament ser gitanos, a causa del seu estil de vida nòmada, se'ls va continuar associant amb el poble romaní. Amb les migracions del segle xix, van guanyar el Nou Món i es van inserir definitivament en l'imaginari de la cultura del nordestina.
El grup d’ossos dansaires anomenat "La Ursa" sobreviu al carnaval com a referència als grups actuants medievals que antigament recorrien Europa. La tradició de l’os, així com la del caçador i la del doctor italià, és obligatòria en aquestes associacions. El repertori musical està interpretat per un acordió i instruments de corda i està relacionat amb el forró, música de ball que es toca principalment a les zones rurals del Nord-Est del Brasil (la música forró no se sol escoltar durant el carnaval i s’associa amb la festa de Sant Joan). Els grups d'«ursos» sovint consisteixen en una associació familiar i són les associacions més petites del carnaval de Pernambuco. (traduït de l'original a anglès)
Per la seva senzillesa i el reduït nombre de participants, La Ursa es considera un entreteniment que promou la implicació de nens i adolescents en l’univers cultural del carnaval. Els joves porten La Ursa al carrer amb espontaneïtat els dies previs a la gresca o durant el Carnaval, anant porta per porta i demanant diners als residents i vianants. També hi contribueix el fet que l’os sigui un animal de referència per al públic no juvenil (os de peluix). No obstant això, el simbolisme històric de l’os en la cultura ancestral europea, l’associa amb el renaixament de la vida a la primavera i el mite de la fecunditat. No és estrany que al Nordeste hi hagi una dualitat entre el joc de l’animal pelut que atrau els nens i el contingut sexual que contenen les cançons. La figura de La Ursa s’associa sovint a la de l’amant de la dona, fet que es posa de manifest en els noms mateixos d’algunes associacions i en les lletres amb doble significat d’algunes cançons, sent objecte de moltes bromes entre els participants.

## Història

### Les festes de l'os a l'hivern europeu

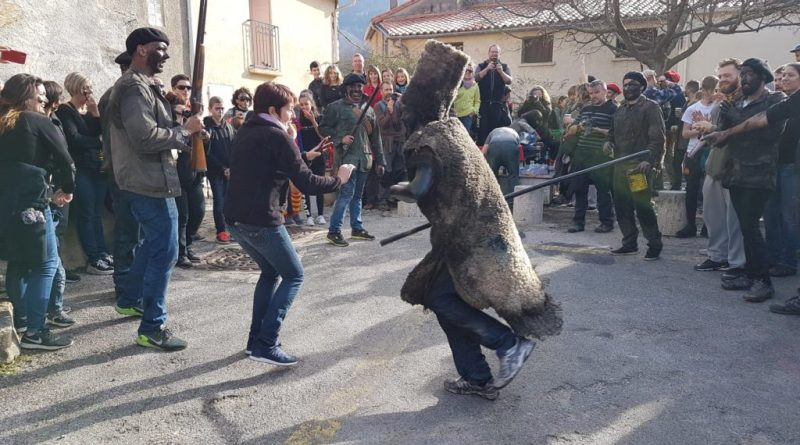
Festa de l'os a Prats de Molló, Catalunya del Nord

Des de temps ancestrals, quan l'os bru era una espècie molt estesa per tot Europa, al febrer es feien representacions festives de la caça de l’os, vinculades a les celebracions de carnaval de la segona meitat de l’hivern. El 2 de febrer, dia de la Candelera, presagiant l'arribada de la primavera a l'hemisferi nord, es creia que si el temps era dolent, el bon temps no trigaria a arribar, mentre que si el temps era bo, l’hivern encara s’allargaria una temporada més. A Galícia, per exemple, es deia: «Se a Candelaria chora, o inverno está fóra; se ri, aínda está por vir» (Si la Candelera plora, l'hivern és fora; si riu, encara es viu). Precisament, es creia, que per aquella data els ossos sortien dels seus caus («Per la Candelera, l'os surt de l'ossera») i, en funció de l'oratge, continuaven la seva hibernació o la interrompien. Aquesta tradició es va popularitzar més tard amb una creença similar d'un altre animal hibernador: el dia de la marmota.
Els ossos eren caçats tan aviat com sortien afamats dels seus caus, tant pel valor de les seves pells com pels danys que causaven ocasionalment als corrals d'ovelles. A més de ser animals temuts per la seva força, també van despertar una fascinació pel seu aspecte antropomòrfic (són plantígrads, poden posar-se dempeus i pràcticament no tenen cua). La seva importància s’associa amb el simbolisme de la renovació de la vida, l’arribada de la primavera i, per extensió, de la fecundació. No és pas casualitat que la posada en escena de les festes de l’os que encara tenen lloc com a mínim en tres pobles del Vallespir (Catalunya del Nord), amb jocs de persecució, vinculi els ossos amb el segrest i la seducció de dones, a l'estil del conte de la bella i la bèstia.

### Els domadors d'ossos

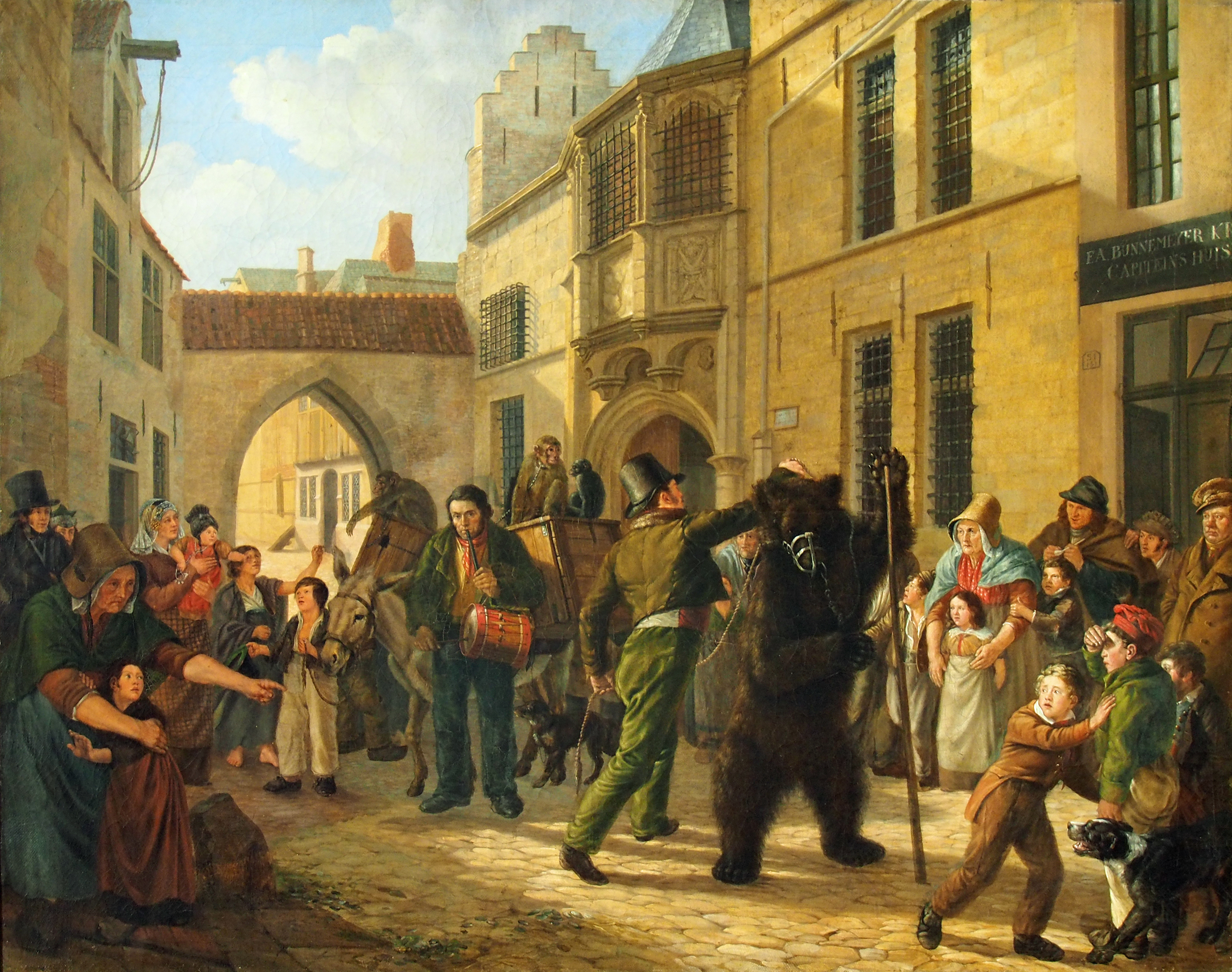
El domador d'ossos. Pintura de Friedrich Preller der Ältere de 1824. Noti's que la parella va acompanyada d'un instrumentista

A més, durant l'edat mitjana es van popularitzar els ossos balladors, en què un domador d’ossos anava per les places de la ciutat, sobretot a les fires i festes, demanant diners per fer ballar un os. Els gitanos van portar aquesta tradició d’Orient a Europa de l’Est i, amb la seva activitat nòmada, aviat es va popularitzar entre les regions muntanyenques d’Europa (com els Pirineus, a l'Arieja, als Abruços, a Itàlia i als Balcans, a Sèrbia.
A Itàlia, on hi ha la subespècie de l'os bru dels Apenins, l’orsanti (domador d’ossos, en italià) va tenir una forta implantació a partir del segle xviii. Majoritàriament provenien de la regió de Parma i avui tenen fins i tot el seu propi museu, el Museo degli orsanti, a Compiano. Els orsanti viatjaven per tot Europa i al segle xix, després de les migracions europees cap al nou món, fins i tot alguns van fer fortuna a països com els Estats Units. Els orsanti van passar lentament del viatge aïllat a la companyia, des dels ossos fins a la doma de la resta d’animals d’espectacle (com micos, camells i lloros), formant un antecedent directe dels circs. que també van començar a viatjar per tot el món.

### Registre històric d’ossos als carnavals de Pernambuco

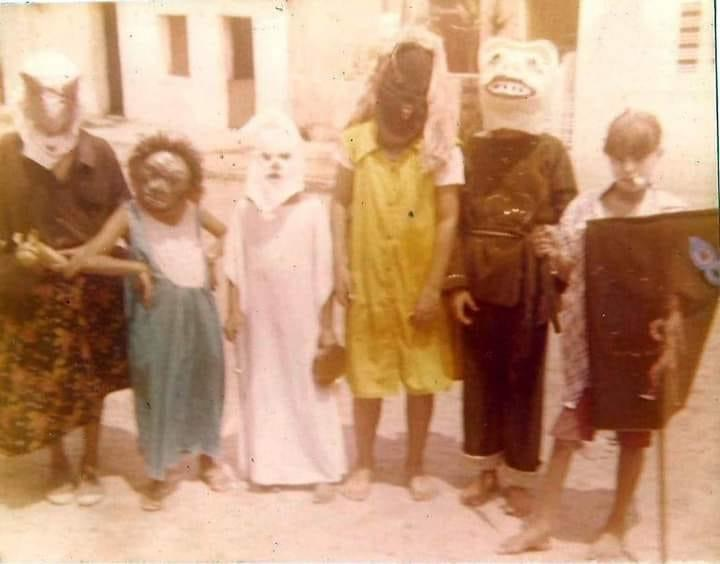
Ursos e altres personatges en el Carnaval de Limoeiro (Pernambuco), 1985

Es creu que la inserció del joc de l’os emmascarat al carnaval de Pernambuco com a paròdia dels orsantis es va produir entre finals del segle xix i la dècada de 1920, portada pels italians que van arribar a Recife, des d’on es va estendre posteriorment a altres ciutats de l'interior i de la regió Nord-est del Brasil. Els italians van tenir, des dels primers temps de la seva arribada al país, una gran participació en la vida social i La Ursa s’assenyala precisament com una innovació italiana. Cunha ja va indicar el 1948 que l'os provenia de la península Itàlica, «on els números de circ amb l'animal eren habituals». Però no va ser fins a la segona meitat del segle XX que es van dur a terme les primeres investigacions etnològiques sobre el tema. L’antropòloga nord-americana, Katherine Royal Cate, coneguda com a Katarina Real, es va especialitzar en el Carnaval de Recife i va escriure els articles Os ursos no Carnaval (1967) i A ‘la ursa’: os ursos de carnaval do Recife (1991). Per a Real, «no hi ha dubte que l’os 'va venir d’Itàlia'. Els italians amb ossos que ballaven, ara passant per les ciutats de l'interior, ara fent exhibicions als circs, eren una cosa habitual al Brasil d'ahir. I en tots els ursos que he investigat, la gent parla de l'‘italià’». Tanmateix, hi ha diverses versions de com s'hauria produït aquest salt en la incorporació d'aquesta digura en el "catàleg" d'expressions carnavalesques de Pernambuco. Per a Manuel Correia de Andrade:
Dues tradicions intenten explicar l'origen de La Ursa: la primera és que va sorgir perquè un italià desfilava amb un os al carnestoltes i un lluitador, Floriano Peixoto, fill del president de la República amb el mateix nom, hauria desafiat i lluitat amb l'os, i la segona és que des del període colonial hi havia italians treballant a les hisendes de sucre i que es divertien formant grups que portaven un os a les seves festes. De totes maneres, per a la investigadora nord-americana Katarina Real, La Ursa és una contribució italiana al carnaval del Nord-est del Brasil, fins al punt que la figura del domador està representada per un 'italià' amb grans bigotis, i sempre hi ha referència a un italià com la persona que anima l’os per passejar-lo i fer-lo ballar. 
A més de documentar-se amb fotografies de totes les manifestacions folklòriques del carnaval a Recife, que posteriorment va donar a la Fundació Joaquim Nabuco, Real també va aportar el testimoni de Las ursas dels anys seixanta. Per exemple, parla d’un Recife on els ossos cremaven. Al carrer, els nois llançaven querosè, cachaça i llumins encesos als que es disfressaven d'os. El 1965, fins i tot es va intentar fer un concurs d’ossos, però a causa dels riscos es va prohibir la circulació d'aquests emmascarats. Aquell any, només 18 van poder sortir al carrer, després de registrar-se per a fer-ho.

## Components
La figura central de la brincadeira és l’Urso, generalment representat per un home que porta una granota vella cobert amb estopa, amb retalls cosits o lligats en forma de tires. Però la pell de l'urso també pot estar feta de vellut, peluix o agave. Al cap, l'os normalment porta una màscara tradicional feta de paper-maixé, pintada amb diferents colors. La fera va lligada amb una corda al voltant de la cintura i balla per a delit de tothom amb els sons de les pròpies cançons del grup o els èxits de les desfilades de carnaval. Els estils musicals de les composicions acostumen a se el baião, forró, xote i fins i tot la polka.
El caçador o domador porta una escopeta i va vestit amb uniforme verd de camuflatge. És l'encarregat de subjectar i controlar l’animal amb una corda o cadena.
L'italiano (de vegades anomenat Gringo (estranger) o Tesoureiro (tresorer) representa l'amo o el venedor de l'animal. [1] Porta una maleta (una carpeta per carregar els diners) i barret de copa.
L’Orquestra de l'Urso de Carnaval està formada generalment per acordió, triangle, bombo, reco-reco, ganzá i pandero; n’hi ha d'altres més elaborades on apareixen guitarres, cavaquinhos, clarinets i fins i tot trombons.
El conjunt de vegades porta Porta-Cartaz ou Porta-Estandarte (Portabandera).
Es poden afegir altres elements, que varien segons el grup, com ara cordó infantil, cordó femení i nous personatges o homenatges diversos.

## Associacions
Durant anys, el ball de La Ursa va ser protagonitzat per pobres residents als suburbis, però la progressiva institucionalització de la festa va comportar el reconeixement i la proliferació d’associacions, tant a la perifèria com als barris més afavorits de les ciutats del Nord-est del Brasil. Tot i que els ursos són difícils de catalogar, donat que molts grups no estan registrats oficialment, el 2016 es va estimar que n’hi havia més d’un centenar a tot Pernambuco. Actualment, durant els dies de carnaval, en algunes ciutats de Pernambuco i Paraíba hi ha competicions per a Ursos i Alas Ursas, on hi participen un gran nombre de grups amb major o menor tradició. A continuació es mostra una llista d’alguns d’ells:

### Recife (Pernambuco)
- Urso Polar (fundat el 1950) - Bairro Areias[3][17]
- Urso Preto (fundat el 1957) - Bairro Pitangueira[3][17]
- Urso Texaco (fundat el 1958) - Bairro Campo Grande / Chão de Estrelas[3][17][1]
- Urso Branco (fundat el 1962) - Bairro Mustardinha[3][17][1][4]
- Urso Popular (fundat el 1964) - Bairro da Boa Vista[3][17][7]
- Urso Minerva (fundat el 1969) - Bairro Dois Unidos[3][17]
- Urso Branco do Zé (fundat el 1992) - Bairro Ibura[3][1][4]
- Urso Cangaçá (fundat el1983) - Bairro Água Fria[3][1][4]
- Urso Zé da Pinga (fundat el 1985) - Bairro Pina[1][4][7]
- Urso da Tua Irmã - Tres Carneiros, Bairro COHAB[7]
- Urso Mimoso - Bairro de Agogados[1][4]
- Urso Brilhante - Bairro do Coque
- Urso Teimoso - Bairro da Torre[1][4]
- Urso Traíra (fundat el 2015) - Bairro da Guabiraba[1]
- La Ursa do Hipódromo (fundat el 2012) - Bairro do Hipódromo

### Regió Metropolitana do Recife (Pernambuco)
- Urso da Tua mulher - Olinda[7]
- Urso do Teu Vizinho - Bairro Bultrins, Olinda[4][18]
- Urso do Pau Amarelo - Bairro Pau Amarelo, Olinda[18]
- Urso Dorminhoco Pentelhudo do Ovão - Bairro Carmo, Olinda[18]
- Urso Rei do Gado - Bairro Rio Doce, Olinda[18]
- Urso Come Rama - Bairro Rio Doce, Olinda[18]
- Urso Congelado - Bairro Novo, Olinda[18]
- Urso Papa Cana - Bairro Alto nova Olinda, Olinda[18]
- Urso do Papai - Sapucaia, Olinda[18]
- Urso da Faixa Preta - RO, Olinda[18]
- Urso de Sapucaia - Bairro Sapucaia, Olinda[18]
- Urso Tô Doido - Bairro Bultrins, Olinda[18]
- La Ursinha Mirim - Bairro Águas Compridas, Olinda[18]
- Urso Maluco Beleza - Bairro Varadouro, Olinda[18]
- Urso-Preguiça (fundat el 2010) - Sítio histórico, Olinda[1]
- Urso do Tua Mãe (fundat el 1989) - Paulista[7][18]

### Zona da Mata (Pernambuco)
- Alaursa - Ribeirão[19]
- Limoeiro

### Agreste (Pernambuco)[editar | editar código-fonte]
- Troça de Xóba (fundada el 1973) - São Caetano[20]

### Sertão (Pernambuco)[editar | editar código-fonte]
- Urso Pé de lã - Arcoverde[1][4][7][12]

### Alas Ursas de João Pessoa (Paraíba)[editar | editar código-fonte]
- Urso Infantil Gorila Louco[21]

- Urso Anos Dourados[21]
- Urso Jamaica[21]
- Urso Preto do SESI[21]
- Urso Alegria do Panda[21]
- Urso Amigo Batucada[21]
- Urso Celebridade[21]
- Urso da Paz[21]
- Urso Gavião[21]
- Urso Canibal[21]
- Urso Folião[21]
- Urso Cachorro Louco[21]
- Urso Sem Lenço e Sem Documento[21]
- Urso Panda[21]
- Urso Reboliço[21]
- Urso Santa Cruz[21]
- Urso Fiel[21]
- Urso Atrevido[21]